# Gyula Hajdu
Gyula Hajdu är en ungersk kanotist.
Han tog bland annat VM-silver i C-1 500 meter i samband med sprintvärldsmästerskapen i kanotsport 1978 i Belgrad.